# 旺角水月宮
旺角水月宮（英語：Shui Yuet Kung, Shantung Street），又稱山東街水月宮、大石鼓廟或大石古水月宮，是香港一座觀音廟，位於九龍旺角山東街90號，現由華人廟宇委員會委託東華三院管理，為香港三級歷史建築。於每年農曆正月二十六日的「觀音借庫」均吸引大批善信前往參拜。

## 歷史

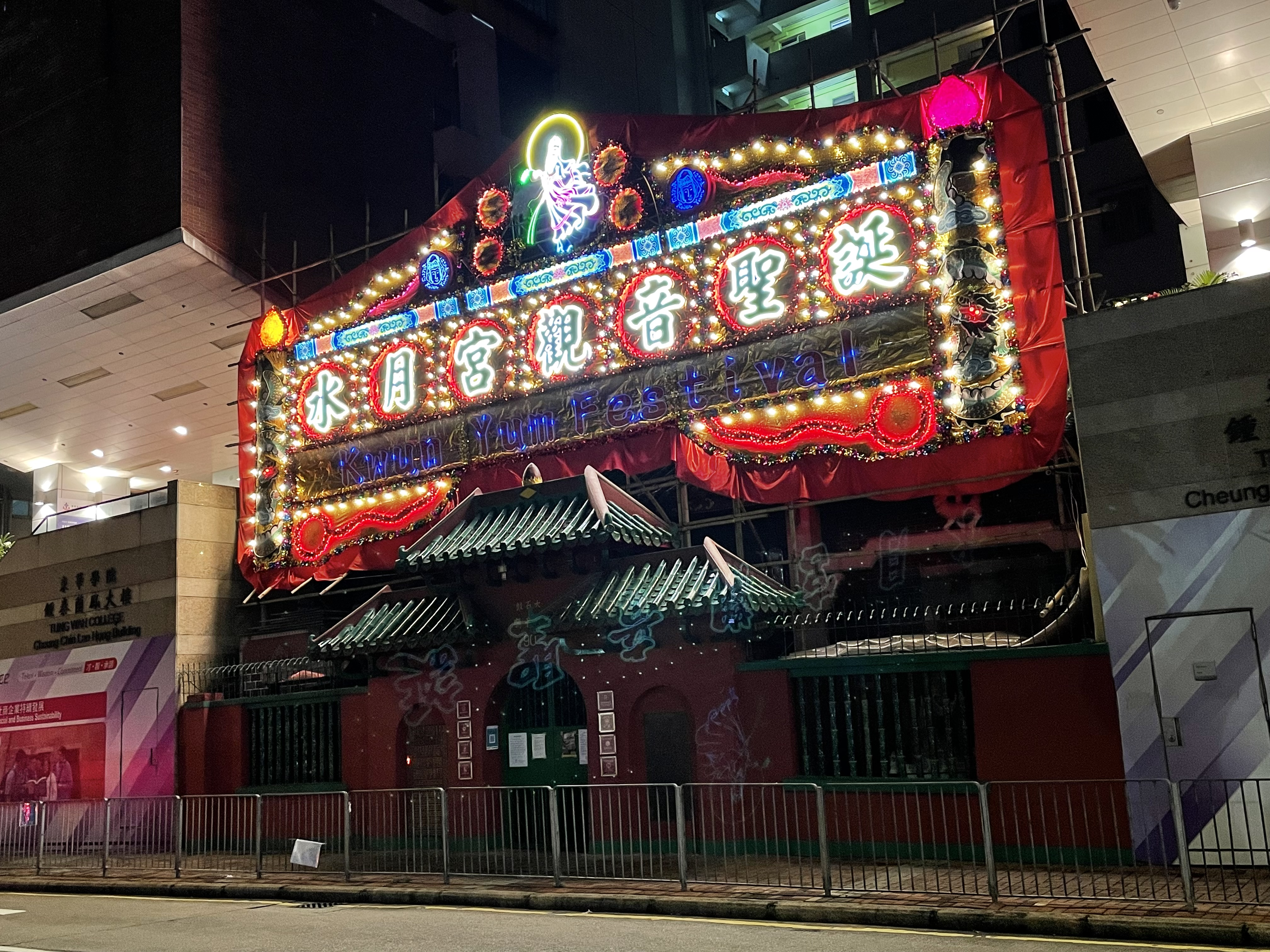
觀音聖誕時廟上安裝的花牌

旺角水月宮約1884年始建於九龍大石鼓（今九龍塘窩打老道與亞皆老街交界，加多利山山腳）。這座當地鄉民稱為「大石鼓廟」的水月宮原由芒角（今旺角）、何文田及鄰近區域的客籍鄉民倡建。廟宇曾於1908年進行一次大規模重修，費用除由附近鄉民籌集外，一些油麻地的商戶亦大力支持有關工程。在搬遷以前，該廟香火非常鼎盛，每年農曆二月十九日觀音誕均有「打醮」活動，並上演「神功戲」。
1922年，港英政府決定興建英皇子道（今太子道）連接旺角和九龍城，並延長窩打老道和亞皆老街。當時位處發展區的水月宮於1926年因而拆卸，港府撥出何文田一幅土地（今山東街）予水月宮重建，並補助6,000元作為遷建費用，於翌年重新開放。1928年，華人廟宇委員會將遷建後的水月宮正式交由廣華醫院管理。1931年，東華醫院、廣華醫院及東華東院正式統一為東華三院，本廟遂改由東華三院管理至今。
東華三院在2018年重修水月宮。是次重修工程，除重現廟宇的原來面貌外，更發現一批珍貴文物，包括銅鐘、銅扇、神案及香爐等，其中刻有「芒角村同安社眾信女等仝敬送」的觀音銅扇別具意義，因芒角村是旺角的舊稱，該文物正標誌著水月宮與旺角居民的緊密聯繫已逾百年。另外，該廟亦展示兩塊紀念民國丁卯年重建落成的牌匾，見證水月宮在1927年於山東街現址重建落成的歷史時刻。此外，為進一步提升廟宇管理，該廟將結束外判制度，由東華三院直接派駐職員管理。

## 外部連結
维基共享资源上的相關多媒體資源：旺角水月宮